# Indice di esplosività vulcanica

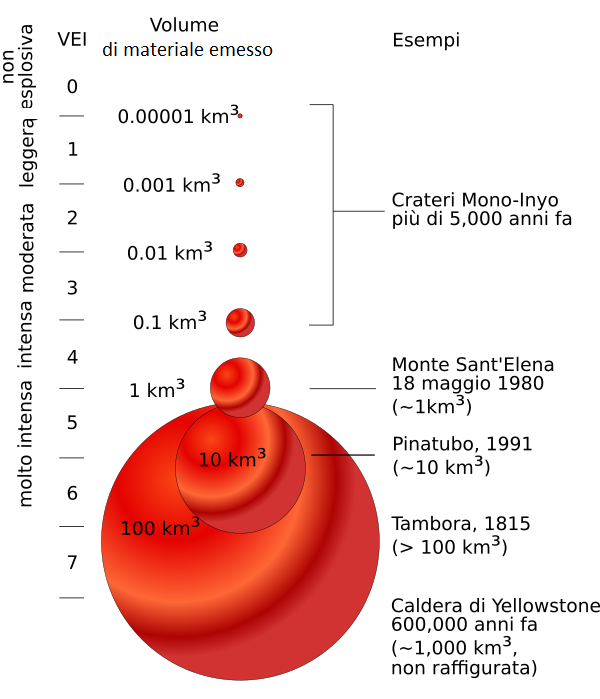
VEI e correlazione con il volume di materiale estruso emesso

L'indice di esplosività vulcanica, in inglese Volcanic Explosivity Index (VEI), è un indice empirico atto a classificare le eruzioni vulcaniche in funzione dell'esplosività, secondo i criteri indicati da Chris Newhall e Stephen Self.

## Storia
Numerosi sono stati i tentativi di dividere in classi le eruzioni dei vulcani. La prima classificazione dei vari tipi di attività vulcanica è stata proposta da Giuseppe Mercalli nel 1883 che, studiando il vulcanismo italiano, fece uso dei termini «stromboliano», «vulcaniano», e «pliniano» per indicare eruzioni di intensità crescente. Una distinzione più completa venne fornita a inizio Novecento dal geologo francese Alfred Lacroix, che pose a un estremo della sua scala le eruzioni di tipo effusivo (eruzioni di tipi hawaiano) e all'altro eruzioni che causano la formazione di nubi ardenti (eruzioni di tipo peleeano), citando anche eruzioni aventi caratteristiche intermedie: la proposta di Lacroix, tuttavia, non si prestava a classificare con completezza quei vulcani che presentano tipi di attività diversi, e che quindi non possono essere catalogati in base a una singola tipologia di eruzione.
Una classificazione antesignana del VEI fu quella introdotta da George Walker nel 1973, in grado di esprimere una misura dell'esplosività di un'eruzione: questa stima veniva condotta considerando la quantità di materiale emesso da un'eruzione, e soprattutto l'indice di dispersione (D) e di frammentazione (F) dei depositi vulcanici. Il parametro D indica «l'area ricoperta dai depositi con uno spessore superiore all'1% di quello massimo», mentre il parametro F fornisce una misura della «percentuale dei componenti con un diametro inferiore a 1 mm misurato in una posizione ben definita del deposito». A titolo di esempio, le eruzioni hawaiane hanno un basso grado di esplosività, con F e D minimi, ovvero con grado di frammentazione e dispersione dei prodotti minimo; al contrario, le eruzioni pliniane mostrano un'altissima esplosività, con parametri F e D conseguentemente altissimi. Criticità della classificazione di Walker è che, basandosi sull'analisi dei prodotti emessi durante un evento esplosivo, non è adatta a distinguere gli eventi effusivi.
La classificazione reputata più attendibile è quella ideata da Chris Newhall dell'United States Geological Survey e da Stephen Self dell'università delle Hawaii nel 1982, basata sull'indice di esplosività vulcanica, attualmente adottata dallo Smithsonian Institution per la redazione del catalogo mondiale delle eruzioni.

## Descrizione
La scala VEI cataloga le eruzioni vulcaniche con una classificazione semiquantitativa, ottenuta mediante una combinazione di dati quantitativi e di osservazioni qualitative.
Tra i parametri presi in considerazione per assegnare un livello VEI a un'eruzione riscontriamo il volume del materiale piroclastico estruso (tefra), l'altezza della colonna eruttiva, la durata dell'eruzione, la frammentazione del magma e l'areale coinvolto dalla caduta di scorie vulcaniche.
In questo modo si ottiene una scala suddivisa in valori che vanno da 0 a 8, in base alla quale le eruzioni vengono descritte qualitativamente come hawaiana, stromboliana, stromboliana/vulcaniana, vulcaniana, sub-pliniana, pliniana, krakatoana e ultrapliniana. Relativamente alla quantità di materiale emesso e a partire da un VEI pari a 2 si può considerare una scala logaritmica, dove tra un grado e il successivo vi è un incremento di tefra emessi di un fattore 10: a titolo di esempio, un'eruzione VEI 7 emette una quantità di tefra 10 volte maggiore di una VEI 6.

## Scala
| VEI | Quantità di materiale emesso | Classificazione                  | Descrizione     | Altezza della colonna eruttiva | Durata (ore di emissione continua)       | Iniezione troposferica | Iniezione stratosferica | Esempi |
| --- | ---------------------------- | -------------------------------- | --------------- | ------------------------------ | ---------------------------------------- | ---------------------- | ----------------------- | --- |
| 0   | < 10 000 m³                  | Eruzione hawaiana                | Non esplosiva   | < 100 m                        | < 1 ora                                  | trascurabile           | nessuna                 | Kīlauea, Piton de la Fournaise, Erebus |
| 1   | > 10 000 m³                  | Eruzione stromboliana            | Leggera         | 100 m–1 km                     | < 1 ora                                  | minore                 | nessuna                 | Nyiragongo (2002), Isola Raoul (2006) |
| 2   | > 1 000 m³                   | Eruzione stromboliana-vulcaniana | Esplosiva       | 1–5 km                         | < 1 ora                                  | moderata               | nessuna                 | Unzen (1792), Cumbre Vieja (1949), Galeras (1993), Sinabung (2010) Etna (2020 - in corso) Stromboli (2023 - in corso)                                                                                               |
| 3   | > 10 000 000 m³              | Eruzione vulcaniana              | Catastrofica    | 3–15 km                        | varie esplosioni a intervalli irregolari | sostanziosa            | possibile               | Vulcano (1888-1890), Lassen Peak (1915), Nevado del Ruiz (1985), Soufrière Hills (1995), Nabro (2011), Etna (2002)                                                                                                  |
| 4   | > 0,1 km³                    | Eruzione sub-pliniana            | Cataclismica    | > 10 km                        | 1-6 ore                                  | sostanziosa            | sicura                  | Mayon (1814), Pelée (1902), Galunggung (1982), Eyjafjöll (2010), Etna (1669) |
| 5   | > 1 km³                      | Eruzione pliniana                | Parossistica    | > 10 km                        | 6-12 ore                                 | sostanziosa            | sostanziosa             | Vesuvio (79/1631), Fuji (1707), Monte Tarawera (1886), Monte Sant'Elena (1980), |
| 6   | > 20 km³                     | Eruzione krakatoiana             | Colossale       | > 20 km                        | 6-12 ore                                 | sostanziosa            | sostanziosa             | Pomici di base (c. 17 000 a.C.), Eruzione Campi Flegrei (15.000 a.C.) Eruzione delle Pomici di Avellino (c. 1900 a.C.), Huaynaputina (1600), Krakatoa (1883), Novarupta (1912), Pinatubo (1991), Hunga Tonga (2022) |
| 7   | > 100 km³                    | Eruzione ultra-pliniana          | Super-colossale | > 20 km                        | > 12 ore                                 | Immensa                | sostanziosa             | Yellowstone (1 300 000 a. C) Vulcano Laziale (350 000 a.C.), Campi Flegrei (37 000 a.C.), Mazama (c. 5600 a.C.), Thera (c. 1 620 a.C.), Taupo (180), Samalas (monte Rinjani) (1257), Tambora (1815)                 |
| 8   | > 1 000 km³                  | Eruzione mega-colossale          | Mega-colossale  | > 20 km                        | > 12 ore                                 | immensa                | immensa                 | La Garita (26 300 000 a.C.), Yellowstone (2 100 000/640 000 a.C.), Toba (74 000 a.C.), Taupo (25 000 a.C.) |

## Analisi critica

### Periodicità
| Periodicità delle eruzioni in base al VEI | Periodicità delle eruzioni in base al VEI |
| ----------------------------------------- | ----------------------------------------- |
| VEI                                       | Periodicità                               |
| 0                                         | Molto frequente                           |
| 1                                         | Frequente                                 |
| 2                                         | Decine all'anno                           |
| 3                                         | Varie all'anno                            |
| 4                                         | Una ogni anno                             |
| 5                                         | Una ogni decennio                         |
| 6                                         | Alcune per secolo                         |
| 7                                         | Alcune per millennio                      |
| 8                                         | Una ogni 50 000 anni o più                |

Similmente ad altri fenomeni naturali (quali i terremoti), le eruzioni di piccola intensità sono molto comuni (si pensi alle eruzioni hawaiane, aventi periodicità «continua») e, al contrario, si registrano pochissime grandi eruzioni ogni anno: per esempio, nell'arco di un millennio si sono verificate in tutto il pianeta solo alcune eruzioni VEI 7.
Il grafico seguente rappresenta la frequenza con cui si presentano eruzioni con un determinato indice di esplosività vulcanica, presentando sull'asse orizzontale i valori di VEI, e sull'asse verticale le eruzioni abbinate a quel VEI che si sono verificate tra circa 10.000 anni fa e il 1994. Si nota come il numero di eventi eruttivi decresca logaritmicamente con l'aumentare del VEI, e che a fronte di sole quattro eruzioni VEI 7 documentate, si riscontrano più di tremila eruzioni VEI 2:

### Quantità di materiale emesso
Come già accennato, uno dei parametri maggiormente considerati ai fini del calcolo del VEI è il volume totale dei prodotti emessi. Nel caso di eruzioni di tipo esplosivo, il materiale piroclastico estruso ricade più o meno lontano in base alla forza dell'esplosione e all'intensità del vento: generalmente, i depositi piroclastici risultano più spessi nell'area eruttiva, assottigliandosi con l'aumentare della distanza rispetto al punto di emissione. È proprio grazie all'analisi dello spessore dei depositi che è possibile stimare con una certa approssimazione il volume totale di materiale espulso.
Detta analisi, tuttavia, risulta essere più problematica se l'eruzione è avvenuta in un'area remota e difficilmente accessibile, quale - ad esempio - un'isola assai distante dalle grandi masse terrestri; in tal caso, si procede integrando le indicazioni provenienti da più parametri, quali lo spessore dei depositi, la dimensione della nube eruttiva e la durata dell'eruzione. Analoghe difficoltà si presentano nello stimare il volume dei materiali estrusi di antiche eruzioni, dove i tefra vengono sottoposti negli anni all'azione erosiva degli agenti esogeni: in queste situazioni è difficile assegnare con certezza un preciso valore di VEI. Non a caso, l'eruzione del Vesuvio del 79 è stata classificata dal Vulcanism Global Project come "VEI 5?", con un punto interrogativo posposto alla cifra che sta proprio a indicare l'insufficienza di dati disponibili per un corretto calcolo del VEI.

### Limiti della scala
Potrebbe darsi che in realtà esistano, sepolte nelle annotazioni geologiche storiche, evidenze di eruzioni aventi VEI 9. Tali eventi, altamente distruttivi su scala regionale, costituirebbero una severa minaccia per la vita sulla Terra.

## Criticità
Una limitazione della scala VEI è che non tiene conto della densità dei materiali eruttati: ceneri vulcaniche, bombe vulcaniche e ignimbriti vengono considerate in egual modo. Inoltre, come già accennato, il VEI si basa prevalentemente sull'analisi della quantità di materiale estruso, il che rende il suo calcolo alquanto complesso nei casi già menzionati di eruzioni preistoriche o inosservate.
Inoltre, sebbene il VEI sia idoneo nella classificazione del potere eruttivo di un'eruzione, risulta ancora inadatto per quantificare le emissioni di anidride solforosa (SO2) e il loro impatto atmosferico e climatico, così come segnalato nel 2004 da Georgina Miles, Roy Grainger ed Eleanor Highwood.